# Gyöngyöstarján
Gyöngyöstarján es un pueblo ubicado en el distrito de Gyöngyös, en el condado de Heves, Hungría.

## Superficie
Posee una superficie de 46,39 kilómetros cuadrados.

## Demografía
Hasta 2019 la población era de 2312 habitantes, con una densidad de población de 49,84 habitantes por kilómetro cuadrado.